# Paléogène
Ne doit pas être confondu avec Paléocène.
Stratigraphie
Crétacé Néogène
Mésozoïque
Subdivisions
- Oligocène
- Éocène
- Paléocène

Paléogéographie et climat
Contexte géodynamique
- 45 Ma : collision entre l'Inde et l'Eurasie
- 34 Ma : début de formation de la calotte glaciaire antarctique, lors de la Grande Coupure (extinction probable de 20 % des genres marins)
- orogenèse pyrénéenne

Faune et flore
Le Paléogène, sur l'échelle des temps géologiques, est la plus ancienne période géologique du Cénozoïque. Succédant au Crétacé et précédant le Néogène, il s'étend de 66,0  à 23,03 millions d'années avant le présent.

## Historique
Le Paléogène est synonyme du Nummulitique défini autrefois par Adolphe d'Archiac.

## Subdivisions
Le Paléogène est subdivisé en trois époques, de la plus ancienne à la plus récente : le Paléocène, l'Éocène et l'Oligocène.
| Oligocène    |                   |
| - Chattien   | (28,1 à 23,03 Ma) |
| - Rupélien   | (33,9 à 28,1 Ma)  |
| Éocène       |                   |
| - Priabonien | (37,8 à 33,9 Ma)  |
| - Bartonien  | (41,2 à 37,8 Ma)  |
| - Lutétien   | (47,8 à 41,2 Ma)  |
| - Yprésien   | (56,0 à 47,8 Ma)  |
| Paléocène    |                   |
| - Thanétien  | (59,2 à 56,0 Ma)  |
| - Sélandien  | (61,6 à 59,2 Ma)  |
| - Danien     | (66,0 à 61,6 Ma)  |

## Paléogéographie
La tectonique des plaques provoque durant l'Éocène la collision de la plaque indienne et de la plaque eurasiatique, ce qui entraine l'orogenèse de l'Himalaya, laquelle se poursuit encore aujourd'hui.
Il y a environ 35 millions d'années, un point chaud provoque des éruptions volcaniques massives dans la Corne de l'Afrique, qui produisent les trapps d'Éthiopie, dont la fracturation ultérieure représente le début de la formation du Rift est-africain.

## Climat
Le Paléocène et la première moitié de l'Éocène sont marqués par des températures très élevées. Une hausse supplémentaire brutale et ponctuelle de la température, il y a environ 56 millions d'années, appelée maximum thermique du passage Paléocène-Éocène (MTPE) marque la limite entre Paléocène et Éocène. La montée des températures est alors particulièrement rapide : la température de surface des océans augmente de 5 °C à 8 °C en quelques dizaines de milliers d'années. Après cet épisode ponctuel, suivi d'un retour aux niveaux antérieurs, la température remonte à nouveau graduellement jusqu'à atteindre un second pic de chaleur il y a environ 50 millions d'années, durant l'Éocène.

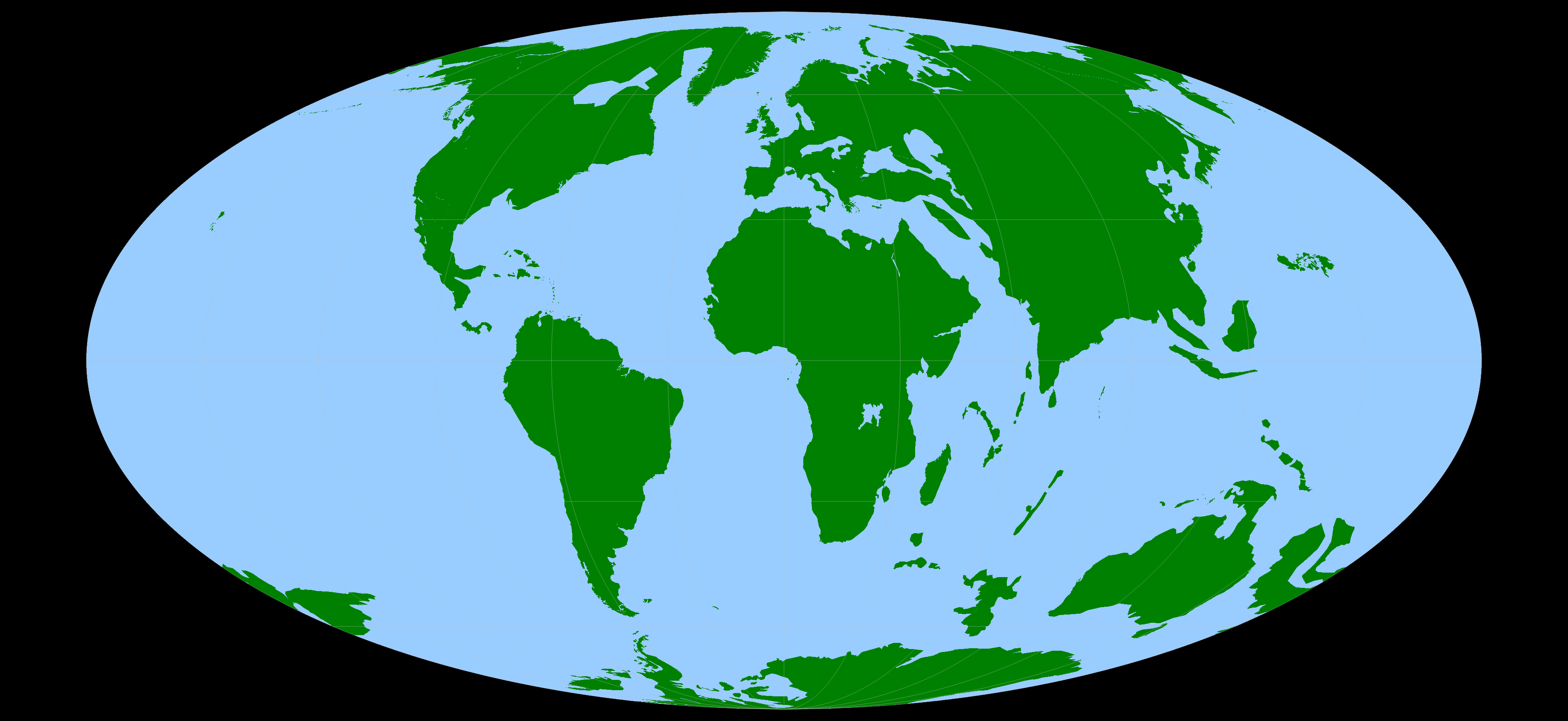
Reconstitution de la paléogéographie il y a 40 Ma.

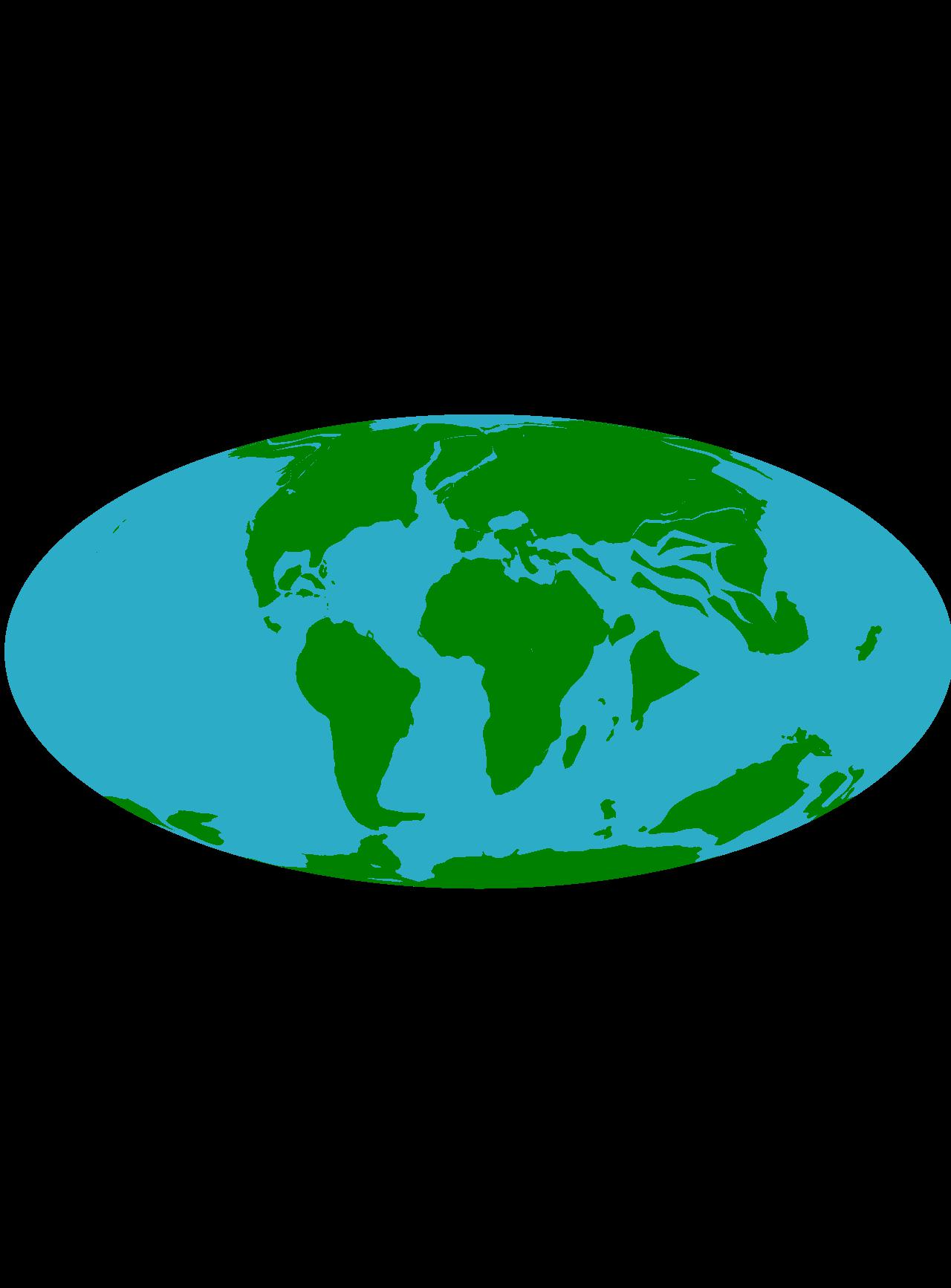
Reconstitution de la paléogéographie il y a 55 Ma.

Ce second pic marque le début d'une baisse graduelle des températures, qui se poursuit, avec des fluctuations, jusqu'aux périodes glaciaires du Pléistocène. La Grande Coupure, il y a environ 34 millions d'années, limite entre Éocène et Oligocène, est causée par une chute rapide des températures, qui restent fraiches pendant des millions d'années, avant de remonter en fin de période, à l'approche du Miocène, première période du Néogène. L'Oligocène est notamment marqué par la formation de la calotte glaciaire de l'Antarctique, alors que ce continent était auparavant dépourvu de glaces.

## Faune
L'extinction Crétacé-Paléogène a ouvert de nombreuses niches écologiques ainsi devenues vacantes. De nombreux groupes de mammifères se sont éteints en même temps que les dinosaures. Les mammifères connaissent durant l'Éocène une radiation évolutive, qui produit la plupart des ordres actuels. La classe des oiseaux voit apparaitre des formes terrestres géantes qui remplacent un temps les dinosaures carnivores dans leurs niches écologiques.
Les cétacés, sous-groupe des artiodactyles, émergent durant l'Éocène dans les mers peu profondes qui séparent la plaque indienne et la plaque eurasiatique, juste avant leur collision.